# Thongsbridge
Thongsbridge – wieś w Anglii, w hrabstwie ceremonialnym West Yorkshire, w dystrykcie metropolitalnym Kirklees. Leży 29 km na południowy zachód od miasta Leeds i 256 km na północny zachód od Londynu. W 2008 miejscowość liczyła 1220 mieszkańców.